# Station Walthamstow Central
Walthamstow Central is een station van de London Overground en de metro van Londen aan de Victoria Line. Voor het metrostation, zie ook Walthamstow Central (metrostation).

## Geschiedenis
Het station werd in 1870 geopend door de Great Eastern Railway (GER) onder de naam Hoe Street  toen een lijn werd geopend tussen Lea Bridge en een tijdelijk station, genaamd Shern Hall Street, dat ongeveer 600 m ten oosten van het station Hoe Street lag. De lijn naar London via Clapton die bij Bethnal Green aansluit op de East Coast Mainline werd in 1872 geopend en in 1873 volgde de verlenging tot Chingford. In 1923 ging de GER samen met andere spoorbedrijven op in de London and North Eastern Railway, die op haar beurt in 1948 de British Railways (Eastern Region) werd bij de nationalisatie van de spoorwegen.
De lijn werd eind jaren 50 van de twintigste eeuw geëlektrificeerd en de elektrische treinstellen verzorgen de treindienst sinds 12 november 1960. Aanvankelijk werd gereden met treinstellen van de class 305, maar technische problemen leidden tot een vervanging door class 302 en 304.
In 1955 werd het tracébesluit voor de Victoria Line goedgekeurd met Wood Street als oostelijk eindpunt. In 1961, in aanloop naar de parlementaire goedkeuring voor de bekostiging, werd Wood Street geschrapt en werd de lijn ingekort tot Hoe Street. De bouw van de Victoria Line begon in 1962 en het eerste deel met Hoe Street als oostelijke eindpunt werd op 1 september 1968 geopend. Hierbij werd ook de naam gewijzigd van Hoe Street in Walthamstow Central.
In augustus 2014 werd een voetpad, de Ray Dudley Way, naar het nabijgelegen Walthamstow Queen's Road geopend.  
Op 31 mei 2015 werden de bovengrondse treindiensten door Abellio Greater Anglia overgedragen aan London Overground Rail Operations.

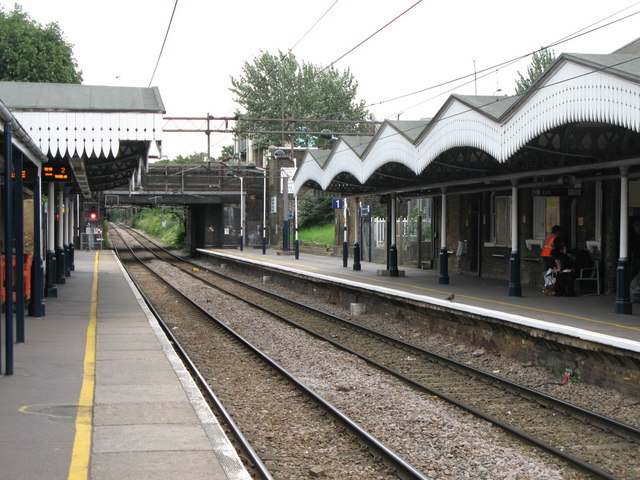
De perrons van de overground gezien uit het westen.
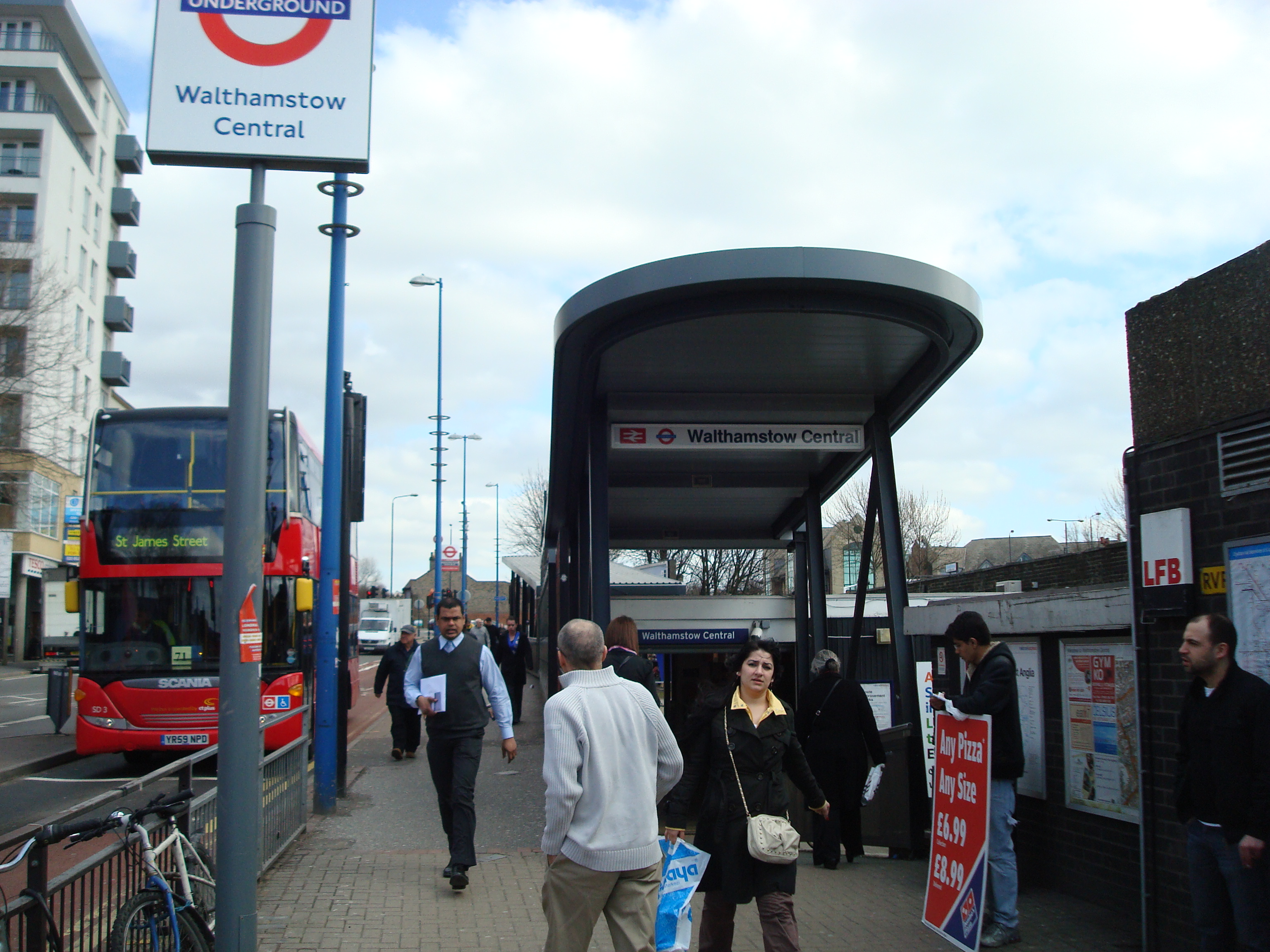
De noordelijke ingang van het station.
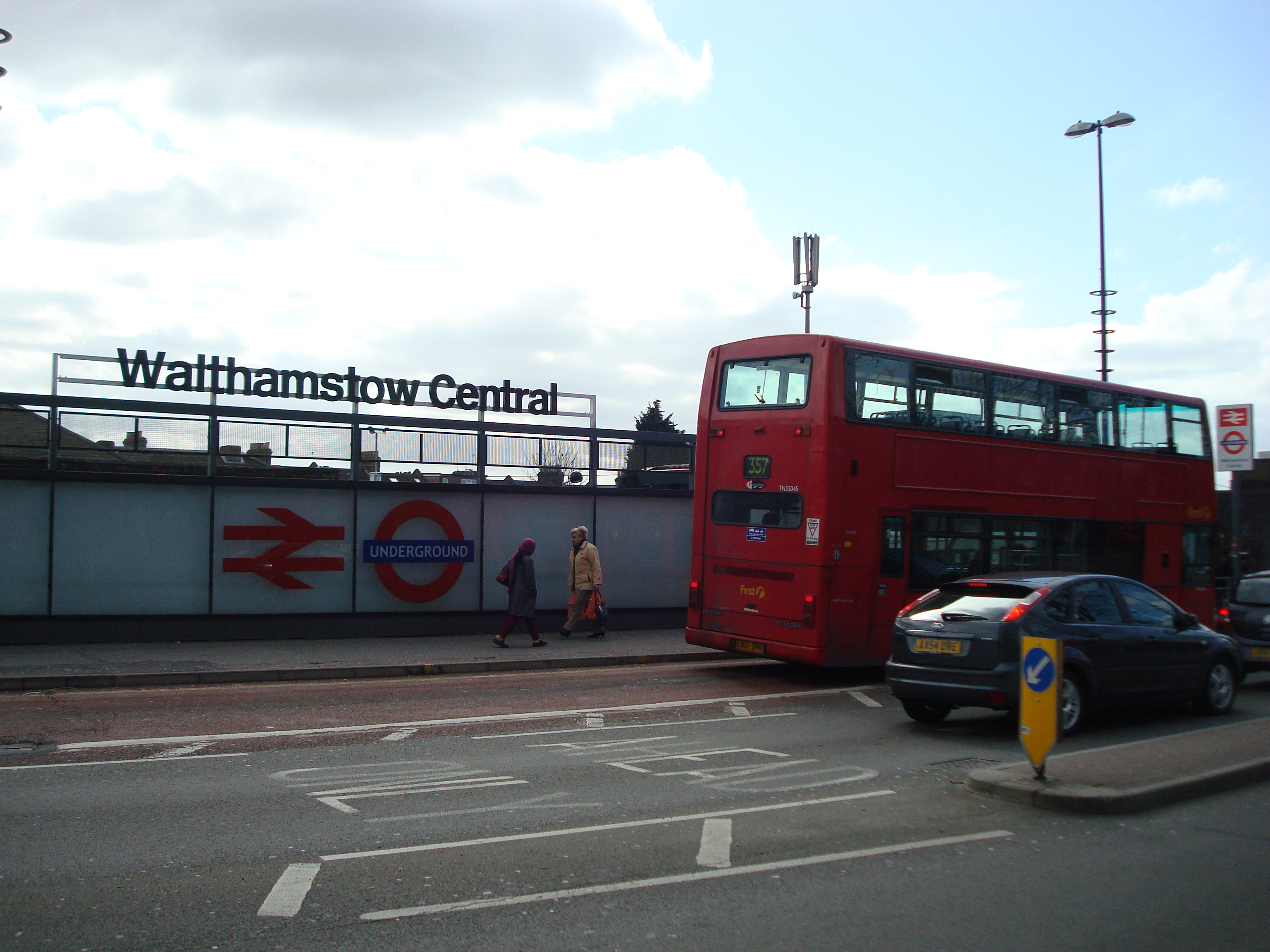
De wand langs Selbourne Road

## Ligging en inrichting
Het station ligt in Travelcard Zone 3 op 10 km van station Liverpool Street aan de Chingford-tak van de Lea Valley Lines van de Overground. Voor de Underground is het het noordoostelijke eindpunt van de Victoria Line. Het is door een breed voetpad, de Ray Dudley Way, verbonden met station Walthamstow Queens Road aan de spoorlijn Gospel Oak - Barking. Walthamstow Central is het dichtstbijzijnde metrostation voor de Walthamstow Market, de langste openluchtmarkt van Europa.
Het stationsgebouw uit 1870 ligt aan de zuidkant van de sporen van de Overground direct naast het perron voor de treinen stadinwaarts. Het zijperron aan de noordkant is via een reizigerstunnel en vaste trappen verbonden met het stationsgebouw. De reizigerstunnel komt ten noorden van het perron uit op de toegang tot de metro. In de zomer van 2004 werd het busstation aan de noordkant opgeknapt en in 2006 volgde de toegang tot de metro. De verlengde tunnel met kaartverkoop voor de metro waren gepland voor het voorjaar van 2005, maar de stroomvoorziening bleek onvoldoende om de liften te voeden en plannings- en juridische fouten vertraagden de opening tot 19 november 2007. De liften gingen eind 2008 in bedrijf en de afwerking duurde nog langer. Alle perrons zijn alleen toegankelijk via toegangspoortjes. De drie bemande loketten werden in 2015 vervangen door kaartautomaten. In januari 2021 werd de bouw van een nieuwe ingang door Waltham Forest Council goedgekeurd. Deze zal gedeeltelijk worden bekostigd in het kader van de herontwikkeling van het winkelcentrum en zal ook de Victoria Line rolstoeltoegankelijk maken.

## Reizigersdiensten
- London Overground rijdt doordeweeks buiten de spits 4 keer per uur per richting.